# Donau-Isar-Express
| Donau-Isar-Express bei Vilshofen |          |                                 |                                 |
| Kursbuchstrecke (DB): | 931      |                                 |                                 |
| Streckenlänge: | 191 km   |                                 |                                 |
| Streckengeschwindigkeit: | 160 km/h |                                 |                                 |
| |          |                                 |                                 |
| Verlauf |          |                                 |                                 |
| \| \| 0 \| München Hbf \| München Hbf \| \| \| 10 \| München-Moosach (einzelne Züge) \| München-Moosach (einzelne Züge) \| \| \| 41 \| Freising \| Freising \| \| \| 58 \| Moosburg \| Moosburg \| \| \| 76 \| Landshut Hbf \| Landshut Hbf \| \| \| 94 \| Wörth (Isar) \| Wörth (Isar) \| \| \| 105 \| Dingolfing \| Dingolfing \| \| \| 121 \| Landau (Isar) \| Landau (Isar) \| \| \| 129 \| Wallersdorf \| Wallersdorf \| \| \| 139 \| Plattling \| Plattling \| \| \| 154 \| Osterhofen (Niederbay) \| Osterhofen (Niederbay) \| \| \| 170 \| Vilshofen (Niederbay) \| Vilshofen (Niederbay) \| \| \| 191 \| Passau Hbf \| Passau Hbf \| |          |                                 |                                 |
| Kopfbahnhof Streckenanfang | 0        | München Hbf                     | München Hbf                     |
| Bahnhof | 10       | München-Moosach (einzelne Züge) | München-Moosach (einzelne Züge) |
| Bahnhof | 41       | Freising                        | Freising                        |
| Bahnhof | 58       | Moosburg                        | Moosburg                        |
| Bahnhof | 76       | Landshut Hbf                    | Landshut Hbf                    |
| Bahnhof | 94       | Wörth (Isar)                    | Wörth (Isar)                    |
| Bahnhof | 105      | Dingolfing                      | Dingolfing                      |
| Bahnhof | 121      | Landau (Isar)                   | Landau (Isar)                   |
| Bahnhof | 129      | Wallersdorf                     | Wallersdorf                     |
| Bahnhof | 139      | Plattling                       | Plattling                       |
| Bahnhof | 154      | Osterhofen (Niederbay)          | Osterhofen (Niederbay)          |
| Bahnhof | 170      | Vilshofen (Niederbay)           | Vilshofen (Niederbay)           |
| Kopfbahnhof Streckenende | 191      | Passau Hbf                      | Passau Hbf                      |

Der Donau-Isar-Express, kurz DIX, ist eine Regional-Express-Linie in Bayern, die die Stadt München über Landshut und Plattling mit Passau verbindet. Die Linienbezeichnung ist RE3. Die im Dezember 2009 eingeführte Linie wird von der DB Regio Bayern betrieben. Im Rahmen des 2019 gewonnenen Vergabeverfahrens werden seit dem Fahrplanwechsel im Dezember 2024 vierteilige Triebzüge des Typs Siemens Desiro HC eingesetzt. 

## Verkehrsangebot
Der Donau-Isar-Express verkehrt seit dem 13. Dezember 2009 zwischen München Hbf und Passau Hbf. Zwischen München und Landshut wird die Bahnstrecke München–Regensburg genutzt, zwischen Landshut und Plattling die Bahnstrecke Landshut–Plattling, zwischen Plattling und Passau die Bahnstrecke Passau–Regensburg.
Er löst zwei Linien ab. Auch vor der Inbetriebnahme des Donau-Isar-Express verkehrten beschleunigte Regionalzüge zwischen München und Passau; allerdings nur im Zweistundentakt. Die Bahnhöfe Marzling, Langenbach, Bruckberg, Gündlkofen (zwischen Freising und Landshut), Wörth an der Isar, Wallersdorf und Otzing (zwischen Landshut und Plattling) wurden nicht bedient. Dies tat die in der anderen Stunde verkehrende Regionalbahn, die in Plattling endete. Von München nach Passau benötigte man mit diesem Zug, infolgedessen in Plattling umgestiegen werden musste, in 2¾ Stunden; ohne Umstieg gelten die heutigen Fahrtdauern von etwa 2¼ Stunden.
Mit der Einführung des stündlich verkehrenden Donau-Isar-Express änderte sich das Angebot. Regionalbahnen gab es vorerst keine mehr zwischen Landshut und Passau. Jeder zweite Zug hielt zusätzlich in Wörth an der Isar und Wallersdorf; ab 2018 wurden auch diese Bahnhöfe von allen Zügen angefahren. Der Bahnhof Otzing wurde mit Inbetriebnahme des Donau-Isar-Express geschlossen. Die Halte südlich von Landshut, die nicht vom früheren Regionalexpress bedient wurden, werden von einer inzwischen stündlich verkehrenden Regionalbahn RB 33 Freising – Landshut und nicht vom Donau-Isar-Express angefahren, wobei die Züge zur Hauptverkehrszeit bis München Hauptbahnhof verkehren.
Die Züge zwischen München Hbf und Passau Hbf verkehren täglich im Stundentakt von etwa morgens 5 Uhr bis abends 23 Uhr. Reguläre Zwischenhalte sind in Freising, Moosburg, Landshut Hbf, Wörth an der Isar, Dingolfing, Landau an der Isar, Wallersdorf, Plattling, Osterhofen (Niederbay) und Vilshofen (Niederbay).
Für die rund 191 Kilometer lange Strecke benötigen die Züge durchschnittlich 2 Stunden und 13 Minuten. Die notwendige Zugkreuzung auf der eingleisigen Strecke zwischen Landshut und Plattling findet planmäßig zur halben Stunde am Bahnhof Wörth an der Isar statt. Ansonsten kreuzen sich die Züge zur vollen Stunde in Moosburg und Plattling.

## Fahrzeuge
Ab 2009 kamen auf der Strecke elektrische Triebzüge des Typs Alstom Coradia Continental (DB-Baureihe 440), ausgeführt als Gliederzug mit Jakobs-Drehgestellen, zum Einsatz. Im Zuge der Einführung des Donau-Isar-Express wurden sechs vierteilige Züge (440 043–440 048) mit einer Länge von 71 Metern und 233 Sitzplätzen, davon zwölf in der ersten Klasse, sowie sechs fünfteilige Fahrzeuge (440 201–440 206) mit einer Länge von 87 Metern und 290 Sitzplätzen, davon 24 in der ersten Klasse, beschafft. Zur Hauptverkehrszeit wurden zwischen München und Landshut bis zu vier vierteilige Züge gekuppelt, um den großen Fahrgastandrang bewältigen zu können. Jeder der zwölf Züge des Donau-Isar-Express sollte mit einem Namen der bedienten Halte benannt werden, dies geschah jedoch nur teilweise. Bislang hat der Zug 440 203 den Namen „Passau – Leben an drei Flüssen“ erhalten, der Zug 440 044 den Namen „Plattling – Nibelungenstadt“. Weitere Fahrzeuge wurden inzwischen auf die Namen „Wallersdorf“ (440 048), „Landau a.d. Isar“ (440 206), „Moosburg a.d. Isar“ (440 202) und „Landshut“ (440 204) getauft.
Wegen Verzögerungen bei der Auslieferung der Fahrzeuge kamen im Zeitraum von der Betriebsaufnahme im Dezember 2009 bis Juni 2010 zunächst Züge aus n-Wagen bzw. Doppelstockwagen und Lokomotiven der DB-Baureihe 111 zum Einsatz. Auf Weisung der Bayerischen Eisenbahngesellschaft (BEG) verkehrte ab 2013 montags bis freitags zur Hauptverkehrszeit ein Zugpaar aus sechs Doppelstockwagen, Baujahr 1997, und je einer E-Lok der Baureihe 111 an beiden Enden.
Nach dem Ende des Verkehrsvertrages München – Passau im Dezember 2021 werden die meisten der bisher beim DIX eingesetzten Fahrzeuge der Baureihe 440 beim inzwischen elektrisch betriebenen Vorortverkehr München – Buchloe eingesetzt. Seitdem kamen auf dem Donau-Isar-Express großteils Doppelstockwagen und Elektrolokomotiven der Baureihen 146 oder 111 zum Einsatz. 
Seit der Inbetriebnahme des neuen Netzes Donau-Isar im Dezember 2024 sind auf der Strecke vierteilige Neufahrzeuge des Typs Siemens Desiro HC (Baureihe 1462) unterwegs.

## Geschichte
Mit dem Donau-Isar-Express wurde zur Betriebsaufnahme im Dezember 2009 erstmals eine stündliche Direktverbindung von Passau nach München angeboten. Dies bedeutete eine Steigerung der Verkehrsleistung auf dieser Strecke um rund 25 Prozent auf ca. 2,6 Millionen Zugkilometer pro Jahr. Auf der Strecke zwischen Landshut und Plattling ist der Donau-Isar-Express seit 2009 die einzige Verbindung im Personenverkehr. Im Zuge der Betriebsaufnahme wurde der Haltepunkt in Otzing stillgelegt; der Bahnhof Plattling erhielt dadurch die Funktion eines Vollknotens mit optimalen Anschlüssen in alle Richtungen.
In den ersten fünf Jahren nach der Betriebsaufnahme steigerten sich die Fahrgastzahlen des Donau-Isar-Express um rund 25 Prozent. Den damit einhergehenden Kapazitätsproblemen wurde unter anderem durch eine Optimierung der Zugumläufe begegnet, sodass zur Hauptverkehrszeit eine höhere Sitzplatzkapazität zur Verfügung steht. Außerdem werden seit 2013 – wie bereits im ersten halben Jahr nach der Betriebsaufnahme – wieder Züge aus E-Loks der Baureihe 111 und sechs Doppelstockwagen eingesetzt. Als Angebot besonders für den Freizeitverkehr führte DB Regio Bayern im Jahr 2014 das „Regio-Ticket Donau-Isar“ ein, das ausschließlich im Nahverkehr auf der Relation München–Landshut–Plattling–Passau gültig ist.
Der Donau-Isar-Express rangierte im Qualitätsranking der BEG im Jahr 2013 auf Platz 12 von 15, im Jahr 2019 auf Platz 18 von 31. Die Pünktlichkeit (Verspätung von weniger als sechs Minuten) des DIX lag im Januar 2013 bei rund 94 Prozent, im Oktober 2013 nur mehr bei 90,4 Prozent. Im Jahr 2018 betrug die Pünktlichkeit 90,1 Prozent.

## Verkehrsvertrag Donau-Isar ab Fahrplanjahr 2025
Ende 2019 wurden die Nahverkehrsleistungen im neuen Netz Donau-Isar für den Zeitraum zwischen Dezember 2024 und Dezember 2036 von der BEG neu ausgeschrieben. In diesem Verkehrsvertrag sind folgende Linien kontrahiert:
- RE 3 München – Freising – Landshut – Plattling – Passau
- RE 22 Flughafen München – Freising – Landshut – Regensburg (Überregionaler Flughafen-Express „ÜFEX“)
- RB 33 (München –) Freising – Landshut

Den Vergabezuschlag für den Verkehrsvertrag erhielt im Oktober 2020 DB Regio. Für den Verkehrsvertrag gab die BEG den Einsatz von barrierefreien und klimatisierten Neufahrzeugen vor. DB Regio beschaffte dazu 25 Züge des Typs Siemens Desiro HC. Die vierteiligen Triebzüge mit einstöckigen Endwagen und zwei doppelstöckigen Mittelwagen mit insgesamt 370 Sitzplätzen verkehren seit Dezember 2024 auf den Linien RE 3 und RB 33.  Bis zu drei solcher Garnituren können zwischen München und Landshut gekuppelt verkehren.
Mit Inbetriebnahme des neuen Verkehrsvertrags wurde die abendliche RE 3-Taktlücke um 22:24 Uhr ab München bzw. 22:26 Uhr ab Passau geschlossen. Die Linie RB 33 fährt seither täglich stündlich zwischen Freising und Landshut und bietet eine neue tägliche Nachtverbindung gegen 1 Uhr von München nach Landshut an. Die Linie RB 33 stellt den Vorläufer zur künftigen Regional-S-Bahn S21X nach Landshut dar und hält somit bei den Fahrten zur Hauptverkehrszeit zwischen München und Freising neu in Unterschleißheim.
Auf dem RE 22 (ÜFEX) kommen Triebzüge vom Typ Siemens Mireo zum Einsatz, die den Bahntunnel am Flughafen München befahren können. Noch zum Betriebsstart im Dezember 2024 hat die BEG nachträglich zur Ausschreibung eine Kooperation von DB Regio und agilis veranlasst, um eine Verlängerung jedes zweiten ÜFEX-Zuges über Regensburg hinaus nach Nürnberg zu realisieren. Dabei übernehmen die beiden Verkehrsunternehmen wechselseitig Leistungen der Verkehrsverträge Donau-Isar und Regensburg/Donautal, wodurch auf der verlängerten Linie RE 22 Nürnberg – Regensburg – München Flughafen Mireo-Triebzüge beider Unternehmen zum Einsatz kommen.